# Arundel Formation
La Formazione di Arundel, nota anche come Argilla di  Arundel, è una formazione rocciosa ricca di depositi argillosi sedimentari nel Gruppo del Potomac, scoperta in Maryland (Stati Uniti d'America. Essa risale all'Aptiano (Primo Cretaceo). Quest'unità rocciosa è stata economicamente sfruttata come fonte di minerali ferrosi, ma è ancora più famosa per i fossili di dinosauri ivi rinvenuti. Sebbene sia spesso considerata una formazione, potrebbe essere soltanto un ripiegamento del Gruppo di Potomac.

## Paleofauna di vertebrati

### Dinosauri
I dinosauri ritrovati includono il grande teropode Acrocanthosaurus, i meno conosciuti teropodi "Allosaurus (o "Dryptosaurus") medius", "Creosaurus (o "Dryptosaurus") potens" (detto anche "Capitalsaurus"), ed infine "Coelurus gracilis", l'ornitomimosauride "Coelosaurus affinis", i sauropodi Astrodon e Pleurocoelus, il nodosauride Priconodon, un probabile ceratopsia basale, e quasi certamente l'ornitopode Tenontosaurus. Altri vertebrati, anche se è incerta una loro presenza nella formazione, includono uno squalo, un pesce polmonato, almeno tre generi di tartarughe, ed infine almeno un coccodrillo.
| Specie sconosciute                  | Specie sconosciute | Specie sconosciute | Specie sconosciute | Specie sconosciute |
| Taxa                                | Presence           | Descrizione        | Immagini           |                    |
| ----------------------------------- | ------------------ | ------------------ | ------------------ | ------------------ |
| Genus: - Sconosciuto 1. Sconosciuto |                    |                    |                    |                    |
| Genus: - Sconosciuto 1. Sconosciuto |                    |                    |                    |                    |
| Genus: - Sconosciuto 1. Sconosciuto |                    |                    |                    |                    |
| Genus: - Sconosciuto 1. Sconosciuto |                    |                    |                    |                    |

### Pterosauri
Percorsi pterodattiloidi non assegnati.
| Ichnogenus: - Pteraichnus 1. P. | - |  |